# Curimataú Oriental
Curimataú Oriental is een van de 23 microregio's van de Braziliaanse deelstaat Paraíba. Zij ligt in de mesoregio Agreste Paraibano en grenst aan de microregio's Agreste Potiguar (RN), Borborema Potiguar (RN), Curimataú Ocidental, Brejo Paraibano en Guarabira. De microregio heeft een oppervlakte van ca. 1.363 km². In 2006 werd het inwoneraantal geschat op 96.388.
Zeven gemeenten behoren tot deze microregio:
- Araruna
- Cacimba de Dentro
- Casserengue
- Dona Inês
- Riachão
- Solânea
- Campo de Santana

Mesoregio's: Agreste Paraibano · Borborema · Mata Paraibana · Sertão Paraibano

Microregio's: Brejo Paraibano · Cajazeiras · Campina Grande · Cariri Ocidental · Cariri Oriental · Catolé do Rocha · Curimataú Ocidental · Curimataú Oriental · Esperança · Guarabira · Itabaiana · Itaporanga · João Pessoa · Litoral Norte · Litoral Sul · Patos · Piancó · Sapé · Seridó Ocidental · Seridó Oriental · Serra do Teixeira · Sousa · Umbuzeiro